# Mikołaj Brodowski
Mikołaj Brodowski z Brodowa herbu Łada – pisarz lubelski w latach 1598-1618, podstarości chełmski.
Poseł województwa lubelskiego na sejm zwyczajny 1613 roku.